# Марцін Новак (футболіст)
Марцін Даріуш Новак (пол. Marcin Dariusz Nowak, нар. 26 червня 1979, Томашув-Мазовецький) — польський футболіст, що грав на позиції захисника. Відомий за виступами за низку польських клубів, найвідомішими з яких є «Відзев», «П'яст» та щецинська «Погонь». В Україні насамперед відомий виступами за луцьку «Волинь» у вищій українській лізі.

## Клубна кар'єра
Марцін Новак народився 26 червня 1979 року в місті Томашув-Мазовецький, і розпочав заняття футболом у місцевому клубі «Піліца». Далі футбольну майстерність юний футболіст шліфував у футбольній команді «Гварек» із Забже, відомою своєю юнацькою футбольною командою. У дорослому футболі Марцін Новак дебютував у 1996 році в команді РКС, яка на той час грала у другому польському дивізіоні. До 2001 року Марцін Новак у складі команди з Радомсько грав у другому польському дивізіоні, а у 2001 році РКС вийшла до Екстракляси. У найвищому польському дивізіоні Марцін Новак дебютував 22 липня 2001 року у матчі проти щецинської «Погоні», і в дебютному в еліті матчі відзначився двома попередженнями, після яких він був вилучений з поля на 69 хвилині матчу. РКС не дуже вдало провела свій перший та єдиний сезон у найсильнішій польській лізі, та вимушена була грати стикові матчі за право утриматись у еліті, у яких поступилась «Щаков'янці» з Явожно, а Марцін Новак у першому стиковому матчі, в якому РКС поступилась 0-2, також був вилучений з поля на 85 хвилині. Наступні два роки Марцін Новак грав у складі РКС знову у другому польському дивізіоні. У 2004 році польський захисник потрапив на замітку селекціонерів українського клубу «Волинь» з Луцька, із яким невдовзі підписав контракт, і дебютував у вищій українській лізі 15 липня 2004 року в грі проти сімферопольської Таврії. Щоправда, за український клуб Марцін Новак зіграв лише 14 матчів у вищій українській лізі, та повернувся до Польщі. З початку сезону 2005—2006 футболіст грав за лодзинський «Відзев», який на той час грав у другому польському дивізіоні, та допоміг йому повернутись до Екстракляси. Наступного сезону Марцін Новак зіграв 19 матчів за клуб із Лодзі у найвищому дивізіоні, та перейшов до друголігового «П'яста» з Гливиць. Із цим клубом Марцін Новак зумів зайняти третє місце в другому дивізіоні, яке давало право на стикові матчі з командами Екстракляси за місце в еліті. Але цього року у зв'язку із штрафними санкціями, накладеними на два клуби найвищого дивізіону, «П'яст» та ще один клуб із другого за силі польського дивізіону — «Арка», отримали право грати в еліті без стикових матчів. Наступного сезону Новак зіграв за гливицький клуб лише 5 матчів у елітному дивізіоні, та знову повернувся до другого дивізіону, до клубу «Погонь» із Щецина. Проте за три роки цей ще недавно один із найсильніших польських клубів так і не зумів повернутись до найвищого польського дивізіону. У 2011 році Марцін Новак покинув поморський клуб, і грав виключно за польські клуби нижчих ліг — КС (Польковіце), «Погонь» (Седльце), «Варта» (Серадзь). Із початку сезону 2014—2015 Марцін Новак грає за клуб «Пелікан» із Ловича, який виступає у третій польській лізі. За цю команду Новак відіграв протягом 2 сезонів у третій лізі 59 матчів.
З початку 2017 року Марцін Новак удруге за свою кар'єру став гравцем лодзинського «Відзева». Проте, зігравши 10 матчів за клуб, завершив виступи на футбольних полях.